# Voutezac
Voutezac település Franciaországban, Corrèze megyében. Lakosainak száma 1243 fő (2022. január 1.). Voutezac Allassac, Estivaux, Objat, Orgnac-sur-Vézère, Saint-Solve és Vignols községekkel határos.

## Népesség
A település népessége az elmúlt években az alábbi módon változott:
| Lakosok száma | 1197 | 1053 | 1026 | 1182 | 1266 | 1280 | 1259 | 1242 | 1235 | 1243 |
|               | 1968 | 1982 | 1990 | 2006 | 2013 | 2015 | 2017 | 2019 | 2020 | 2022 |